# Alfred Adam
Pour les articles homonymes, voir Adam (homonymie).
Alfred Adam, pour l'état civil Alfred Roger Adam, né le 4 avril 1908 à Asnières et mort le 7 mai 1982 au Perreux-sur-Marne, est un acteur, dramaturge et scénariste français.

## Biographie
Ancien élève de Louis Jouvet au Conservatoire, il entre dans sa troupe au théâtre de l‘Athénée, et y est particulièrement remarqué dans le rôle du jardinier d'Electre de Jean Giraudoux en 1935. La même année, après un premier film tourné en 1929, sa carrière au cinéma démarre réellement avec La Kermesse héroïque de Jacques Feyder où il retrouve Louis Jouvet.
En 1938, avec Pierre Dux et Fernand Ledoux, Alfred Adam ouvre un cours de théâtre dans un studio au dernier étage du théâtre Pigalle.
Tout en alternant les rôles au théâtre et au cinéma, il devient un auteur populaire quand sa pièce Sylvie et le Fantôme est représentée en 1943 par André Barsacq au théâtre de l'Atelier, puis adaptée à l’écran en 1946 par Claude Autant-Lara et Jean Aurenche. Il entre pour une courte mais très intense période à la Comédie-Française (1944-1945), et signe — ou cosigne — des scénarios pour des films dans lesquels il joue, dont Sylvie et le fantôme de Claude Autant-Lara, Capitaine Pantoufle de Guy Lefranc (1952) et La Belle Américaine de Robert Dhéry et Pierre Tchernia (1961).
Au cinéma, il est apparu notamment dans Un carnet de bal de Julien Duvivier (1937),  Boule de Suif de Christian-Jaque (1945), Le Président d'Henri Verneuil (1960), L’Étranger de Luchino Visconti (1967) ou Que la fête commence de Bertrand Tavernier (1974). Il termine sa carrière avec un film réalisé l'année même de sa mort (1982) pour la télévision, La Petite Fille dans un paysage.
Il est inhumé au cimetière ancien d'Asnières-sur-Seine.

## Filmographie

### Cinéma

#### 1929 - 1938
- 1929 : Coureur (Speedway) de Harry Beaumont : le docteur
- 1935 : La Kermesse héroïque de Jacques Feyder : Josef Van Mauler, le boucher
- 1936 : Au service du tsar de Pierre Billon : Ossip, l'aide de camps
- 1938 : La Glu de Jean Choux : Raoul
- 1937 : Un carnet de bal de Julien Duvivier : Fred, un gangster
- 1938 : Les Gens du voyage de Jacques Feyder : le médecin
- 1938 : Je chante de Christian Stengel : Alfred
- 1939 : Sur le plancher des vaches de Pierre-Jean Ducis

#### 1940 - 1949
- 1940 : Le Café du port de Jean Choux
- 1940 : La Famille Duraton de Christian Stengel : le docteur
- 1941 : Mamouret ou Le Briseur de chaînes de Jacques Daniel-Norman : Guillaume
- 1942 : Croisières sidérales d'André Zwobada : le décorateur
- 1942 : La femme que j'ai le plus aimée de Robert Vernay : le fondé de pouvoir
- 1942 : À vos ordres, Madame, de Jean Boyer : Ferdinand
- 1943 : Port d'attache de Jean Choux : Bertrand
- 1945 : Farandole d'André Zwobada : le marlou
- 1945 : La Vie de bohème de Marcel L'Herbier : Alexandre Schaunard
- 1945 : Boule de Suif de Christian-Jaque : Cornudet
- 1945 : La Ferme du pendu de Jean Dréville : Louis Raimondeau dit Grand-Louis
- 1946 : Les Beaux jours du roi Murat de Théophile Pathé : le roi Murat
- 1946 : Sylvie et le Fantôme de Claude Autant-Lara (Alfred Adam est seulement le coscénariste du film)
- 1946 : Comédie avant Molière - Court métrage - de Jean Tedesco : Extraits de personnages de la comédia dell'arte
- 1947 : Le Fugitif de Robert Bibal : Bank
- 1947 : Quartier chinois de René Sti : Léo Seller
- 1947 : Le Bateau à soupe de Maurice Gleize : Le Hénaff
- 1947 : Le Village perdu de Christian Stengel : Gustave Bœuf
- 1948 : Femme sans passé de Gilles Grangier : Pierre Lorin
- 1948 : Passeurs d'or de E.G. de Meyst : Gueule en or
- 1949 : Le Sorcier du ciel de Marcel Blistène : Samson
- 1949 : La Ferme des sept péchés de Jean Devaivre : Symphorien Dubois
- 1949 : Jo la Romance de Gilles Grangier : Stoff
- 1949 : L'Homme aux mains d'argile de Léon Mathot : Lucien Roupp dit Monsieur Lucien
- 1949 : Le Roi de Marc-Gilbert Sauvajon : Bourdier

#### 1950 - 1959
- 1950 : Mon ami Sainfoin de Marc-Gilbert Sauvajon : Guillaume
- 1951 : L'Amant de paille de Gilles Grangier : Gaston Sarrazin de Fontenoy, armurier
- 1951 : Caroline chérie de Richard Pottier : Jules, le postillon
- 1951 : Ma femme est formidable d'André Hunebelle : le docteur Gaston Rival, mari de Marguerite
- 1953 : Tambour battant de Georges Combret : Favrol
- 1953 : La Pocharde de Georges Combret : Georges Lamarche
- 1953 : L'Ennemi public numéro un d'Henri Verneuil : le shérif
- 1953 : Capitaine Pantoufle de Guy Lefranc (Alfred Adam est uniquement le scénariste, adaptateur et dialoguiste du film d'après l'une de ses pièces de théâtre, Many)
- 1954 : Cadet-Rousselle d'André Hunebelle : Ravignol
- 1954 : Escalier de service de Carlo Rim - dans le sketch Les Béchard : le cousin Albert
- 1954 : Le Prince au masque rouge - (Il cavaliere di maison rouge) de Vittorio Cottafavi : Dixmaire
- 1955 : Le Fils de Caroline Chérie de Jean Devaivre : le général de Lasalle
- 1955 : La Foire aux femmes de Jean Stelli : Armand Vignaud
- 1957 : Les Sorcières de Salem de Raymond Rouleau : Thomas Putnam
- 1957 : Une manche et la belle d'Henri Verneuil : l'inspecteur Malard
- 1958 : Maigret tend un piège de Jean Delannoy : Émile Barberot, le boucher
- 1959 : Le Gendarme de Champignol de Jean Bastia  : Grégorio
- 1959 : Le fauve est lâché de Maurice Labro : le colonel
- 1959 : Les Naufrageurs de Charles Brabant : le commissaire
- 1959 : 125, rue Montmartre de Gilles Grangier : Philippe, le directeur du cirque
- 1959 : Rue des prairies de Denys de La Patellière : Jo Loutrel, l'entraîneur combinard

#### 1960 - 1979
- 1960 : La Main chaude de Gérard Oury : Jean Lécuyer
- 1960 : Comment qu'elle est de Bernard Borderie : Pascal Girotti, un directeur
- 1960 : La Française et l'Amour (sketch Le divorce) de Christian-Jaque : le juge
- 1961 : La Belle Américaine de Robert Dhéry (Alfred Adam a signé le scénario du film ainsi que le dialogue) : Alfred, un ami de Marcel
- 1961 : Le Président de Henri Verneuil : François le chauffeur
- 1961 : Tout l'or du monde de René Clair : Jules, le chauffeur
- 1962 : Vivre sa vie de Jean-Luc Godard : un figurant
- 1962 : Tartarin de Tarascon de Francis Blanche et Raoul André : le prince Grégorio de Monténégro
- 1963 : Carambolages de Marcel Bluwal : Hubert Beaumanoir
- 1964 : Mort, où est ta victoire ? d'Hervé Bromberger : Detrerrieux
- 1964 : Jean-Marc ou la Vie conjugale d'André Cayatte : Fernand Aubry
- 1964 : Françoise ou la Vie conjugale d'André Cayatte : Fernand Aubry
- 1965 : Les Fêtes galantes de René Clair : le sergent Bel-œil
- 1966 : Le Caïd de Champignol de Jean Bastia : Antoine
- 1966 : Maigret à Pigalle de Mario Landi : l'inspecteur Lognon
- 1966 : Le Jardinier d'Argenteuil de Jean-Paul Le Chanois : le nouveau Noé
- 1967 : La Petite vertu de Serge Korber : l'homme du bar
- 1967 : L'Étranger (Lo Straniero) de Luchino Visconti : l'avocat général
- 1967 : Arriva Dorellik de Steno : le sergent Saval
- 1969 : Sous le signe du taureau de Gilles Grangier : Vacher, le ferrailleur
- 1969 : Mon oncle Benjamin d'Édouard Molinaro : le sergent
- 1974 : Ursule et Grelu de Serge Korber : le capitaine
- 1974 : Juliette et Juliette de Remo Forlani : Monsieur Rosenec
- 1975 : Que la fête commence de Bertrand Tavernier : le maréchal de Villeroy
- 1976 : Le Chasseur de chez Maxim's de Claude Vital : le propriétaire de Chez Maxim's
- 1979 : Nous maigrirons ensemble de Michel Vocoret : le producteur Blangenstein

### Télévision
- 1952 : Les Disciples de Maurice Cazeneuve
- 1952 : La Révolte de Jean Kerchbron
- 1953 : Candida (en) de George Bernard Shaw, réalisation Max de Rieux
- 1954 : Colinette de Jean Kerchbron
- 1954 : Duo de Jean-Paul Carrère
- 1954 : Sylvie et le Fantôme (+ coscénariste) de Stellio Lorenzi : Ramure
- 1954 : Trois garçons une fille de Jean-Paul Carrère
- 1955 : La Pèlerine écossaise de François Gir
- 1955 : Pour vivre heureux de Jean Vernier
- 1956 : La Puce à l'oreille de Stellio Lorenzi
- 1956 : La Famille Anodin, série télévisée en 8 épisodes de 40 à 45 min de Marcel Bluwal, André Leroux et A.Desjardins
- 1957 : L'Honorable Monsieur Pepys de Marcel Bluwal : Monsieur Pepys
- 1957 : La Pension Vauquer de Maurice Leroux
- 1957 : La Maison d'Esther de Maurice Leroux
- 1957 : L'Adjuration de Vautrin de Maurice Leroux
- 1959 : Les Pituiti's de François Gir
- 1960 : Grabuge à Chioggia de Marcel Bluwal
- 1960 : Les Joueurs de Marcel Bluwal
- 1960 : La terre est ronde de Philippe Ducrest
- 1961 : La Cagnotte de Stellio Lorenzi
- 1961 : Première de face de François Gir
- 1962 : Mais n'te promène donc pas toute nue de Roger Iglésis
- 1963 : La Collection Bressen de François Gir
- 1963 : Monsieur Codomat de François Gir : Monsieur Codomat, l'hypocrite
- 1963 : Le Village de Stepanchikovo de Henri Spade
- 1964 : Intelligence avec l'ennemi, tourné en deux parties, de Philippe Ducrest
- 1964 : Valentin le désossé, téléfilm de François Gir : Maître Renaudot
- 1965 : L'École de la médisance de François Gir
- 1965 : La Petite Hutte d'André Roussin : Henri
- 1966 : Une carabine pour deux de Philippe Ducrest
- 1966 : La Foire aux escrocs "Allo Police"  de Pierre Goutas
- 1967 : On ne badine pas avec l'amour de Philippe Ducrest
- 1967 : Par mesure de silence de Philippe Ducrest : Simon
- 1967 : La Tatou "Les créatures du bon dieu" de Jean Laviron
- 1968 : Le Corso des tireurs, tourné en deux parties, de Philippe Ducrest : Krufman
- 1970 : Les Enquêtes du commissaire Maigret de Claude Barma, épisode : L'Écluse N°1 : Émile Ducrau
- 1970 : Madame Filoume de Jeannette Hubert : le riche confiseur
- 1970 : Sa majesté Alexandre de Roland Coste
- 1971 : La Fuite de Philippe Joulia
- 1971 : Le Prussien téléfilm de Jean L'Hôte : Victor
- 1971 : François Gaillard ou la vie des autres de Jacques Ertaud, épisode René : Charles Chevillon
- 1972 : Au théâtre ce soir : La Main passe de Georges Feydeau, mise en scène Pierre Mondy, réalisation Pierre Sabbagh, théâtre Marigny
- 1972 : Le Babour d'André Barsacq
- 1972 : Le Temps d'un portrait, téléfilm de Claude Goretta : l'ingénieur du son
- 1973 : La Forêt de Pierre Bureau
- 1973 : La Vie rêvée de Jeannette Hubert
- 1974 : Après les cent jours, Schulmeister, espion de l'empereur de Jean-Pierre Decourt : Cambronne
- 1976 : La Maison d'Albert, téléfilm de Bruno Gantillon  Albert, le patron de l'entreprise
- 1977 : La Foire (Tourné en 3 parties) de Pierre Viallet et Roland Vincent
- 1978 : Les convictions de papa de Jeannette Hubert
- 1978 : Dormez pigeons !, Histoires de voyous de  Pierre Goutas : Charlie
- 1978 : Le jubile de Gérard Thomas
- 1978 : Un geste pour le dire de Jean Cohen
- 1978 : Un mot pour un autre de Jeannette Hubert
- 1978 : Le Veilleur de nuit de Claude des Presles, réalisation André Flédérick
- 1979 : L'Élégant, Histoires de voyous de  Gilles Grangier : Fernand
- 1979 : Les Amours de la Belle Époque, épisode : Mon oncle et mon curé, feuilleton en 10 épisodes de 13 min, de Jean Pignol
- 1980 : La petite valise, téléfilm de Roger Dallier : Monsieur Veyron-Gaillac
- 1980 : Le Rond de Joannick Desclercs
- 1981 : Une histoire sans nom de Jeannette Hubert : Gilles Bataille
- 1981 : L'Ennemi de la mort, feuilleton en 4 épisodes de 52 min, de Roger Kahane : Maître Cherrier
- 1981 : Les Gaietés de la correctionnelle, série télévisée en 8 épisodes de Marlène Bertin et Joannick Desclers réalisée par Jeannette Hubert : Le président de la correctionnelle dans les épisodes suivants : Gribouille au volant, Le prestige de l'uniforme, Le petit qui avait peur des gros, Hep! taxi, Les collégiens prolongés, La Demoiselle du téléphone, Un homme tranquille, La punaise de Banana
- 1982 : La Petite Fille dans un paysage, téléfilm de Bernard Gesbert : Monsieur Landrat

## Théâtre

### Auteur
- 1942 : Sylvie et le fantôme, mise en scène d'André Barsacq, théâtre de l'Atelier
- 1945 : La Fugue de Caroline, mise en scène Pierre Dux, théâtre Gramont
- 1949 : La Fête du gouverneur, mise en scène Jean-Pierre Grenier, théâtre de la Renaissance
- 1952 : Many, mise en scène Pierre Dux, théâtre Gramont
- 1952 : Bateaux en Espagne, mise en scène Pierre Dux, théâtre Gramont
- 1957 : La terre est basse, mise en scène Georges Vitaly, théâtre La Bruyère

### Comédien
- 1933 : Napoléon de Saint-Georges de Bouhélier, théâtre de l'Odéon
- 1935 : La guerre de Troie n'aura pas lieu de Jean Giraudoux, mise en scène Louis Jouvet, théâtre de l'Athénée
- 1935 : Supplément au voyage de Cook de Jean Giraudoux, mise en scène Louis Jouvet, théâtre de l'Athénée
- 1937 : Électre de Jean Giraudoux, mise en scène Louis Jouvet, théâtre de l'Athénée
- 1937 : Le Château de cartes de Steve Passeur, mise en scène Louis Jouvet, théâtre de l'Athénée
- 1937 : L'Impromptu de Paris de Jean Giraudoux, mise en scène Louis Jouvet, théâtre de l'Athénée
- 1940 : La Femme silencieuse de Marcel Achard, mise en scène Charles Dullin, théâtre de Paris
- 1941 : Eurydice de Jean Anouilh, mise en scène André Barsacq, théâtre de l'Atelier
- 1942 : Sylvie et le Fantôme d'Alfred Adam, mise en scène André Barsacq, Théâtre de l'Atelier
- 1944 : On ne badine pas avec l'amour d'Alfred de Musset, mise en scène Pierre Bertin, Comédie-Française
- 1944 : Le Malade imaginaire de Molière, mise en scène Jean Meyer, Comédie-Française
- 1944 : Ruy Blas, Victor Hugo, mise en scène Pierre Dux, Comédie-Française
- 1945 : Martine de Jean-Jacques Bernard, mise en scène Émile Fabre, Comédie-Française
- 1945 : Antoine et Cléopâtre de William Shakespeare, mise en scène Jean-Louis Barrault, Comédie-Française
- 1947 : Le Sexe faible d'Édouard Bourdet, Théâtre de la Madeleine
- 1949 : Sébastien de Henri Troyat, mise en scène Alfred Pasquali, Théâtre des Bouffes Parisiens
- 1950 : Maître Bolbec et son mari de Georges Berr et Louis Verneuil, Théâtre des Variétés
- 1954 : Les Quatre Vérités de Marcel Aymé, mise en scène André Barsacq, Théâtre des Célestins
- 1955 : À bout portant de Jean Bruce, mise en scène Jacques-Henri Duval, Théâtre de la Potinière
- 1956 : Cécile ou l'École des pères de Jean Anouilh, mise en scène Roland Piétri, Théâtre des Célestins
- 1957 : Une femme trop honnête d'Armand Salacrou, mise en scène Georges Vitaly, Théâtre Édouard VII, Théâtre royal des Galeries
- 1957 : La Terre est basse d'Alfred Adam, mise en scène Georges Vitaly, Théâtre La Bruyère
- 1958 : La Bonne Soupe de Félicien Marceau, mise en scène André Barsacq, Théâtre du Gymnase
- 1959 : L'Effet Glapion de Jacques Audiberti, mise en scène Georges Vitaly, Théâtre La Bruyère
- 1960 : L'Étouffe-Chrétien de Félicien Marceau, mise en scène André Barsacq, Théâtre de la Renaissance
- 1962 : Le Misanthrope de Molière, mise en scène Pierre Dux, Théâtre de l'Œuvre
- 1963 : Consommation de Marcel Aymé, mise en scène Pierre Dux, Théâtre de l'Œuvre
- 1965 : Secretissimo de Marc Camoletti, mise en scène Jacques Charon, Théâtre des Ambassadeurs
- 1967 : Pygmalion de George Bernard Shaw, mise en scène Pierre Franck, Théâtre de l'Œuvre
- 1969 : Pygmalion de George Bernard Shaw, mise en scène Pierre Franck, Théâtre des Célestins
- 1970 : La Fuite de Mikhaïl Boulgakov, mise en scène Pierre Debauche, Théâtre des Amandiers
- 1971 : La Main passe de Georges Feydeau, mise en scène Pierre Mondy, Théâtre Marigny
- 1972 : Monsieur chasse ! de Georges Feydeau, mise en scène Jacques-Henri Duval, Théâtre des Célestins, tournée Herbert-Karsenty
- 1973 : Grand Standing de Neil Simon, mise en scène Emilio Bruzzo, Théâtre Saint-Georges